# Ellipsometrische Porosimetrie
Ellipsometrischen Porosimetrie (EP) ist eine Anwendung der Ellipsometrie mit der sich poröse dünne Schichten analysieren lassen (Porosimetrie, die Vermessung poröser Materialien). Die porösen Schichten werden unterschiedlichen Mengen eines gasförmigen Adsorbats (etwa Luft mit unterschiedlicher relativen Feuchte) ausgesetzt und gleichzeitig ellipsometrisch vermessen. Die Daten bei Abwesenheit des Adsorbats (leere Poren) werden mit denen der vollständig gefüllten Probe verglichen. So lassen sich offene Porosität, die Porenradiusverteilung, der Brechungsindex des Filmrückgrats und die elastischen Eigenschaften messen.

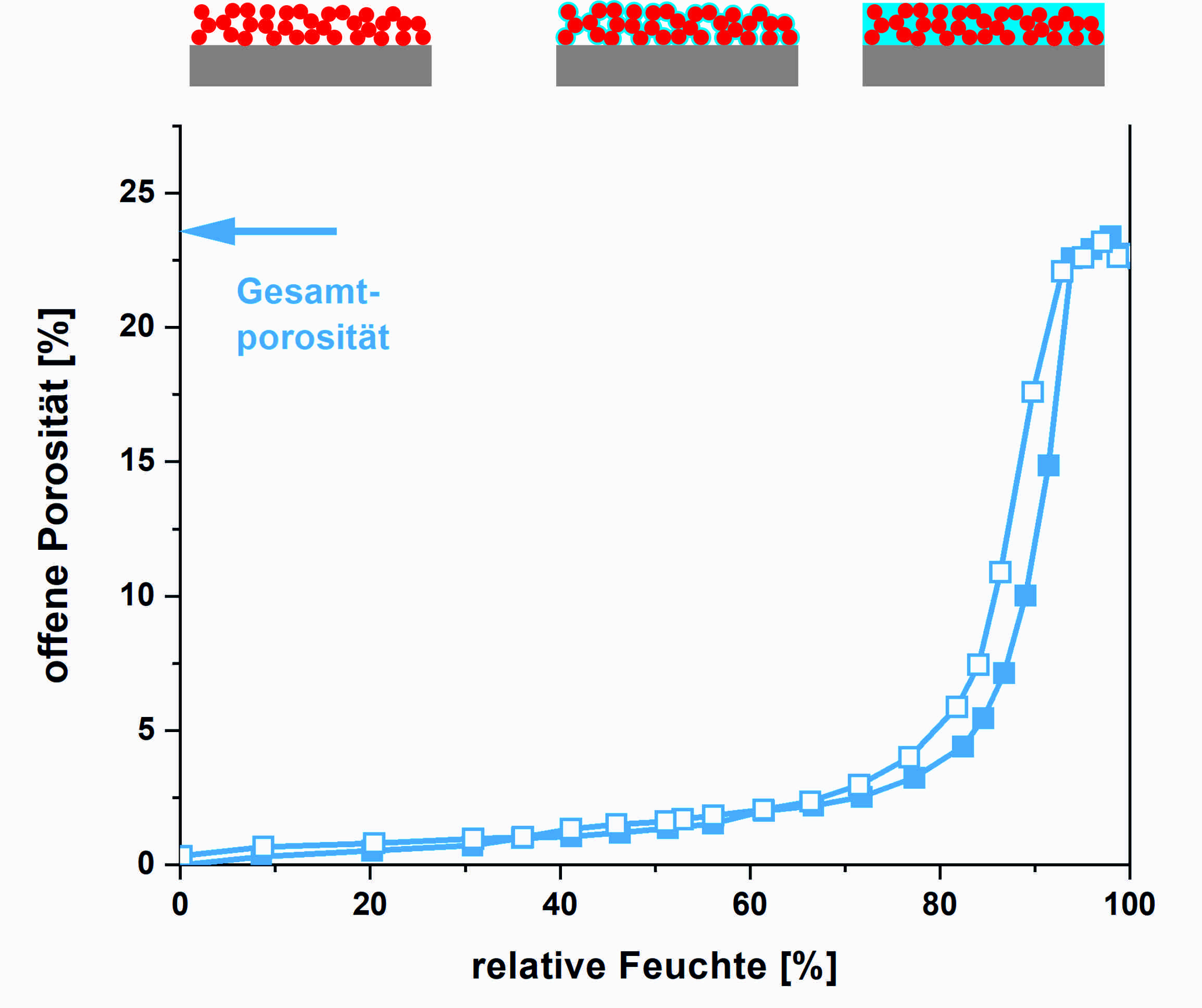
Sorptionsisotherme Ellipsometrische Porosimetrie sowie schematische Darstellung der Wasseraufnahme einer porösen Schicht.

Bei der Ellipsometrie wird die Änderung der Polarisation der Strahlung bei der Wechselwirkung mit Materie gemessen, z. B. bei Reflexion an einer Oberfläche. Die resultierende dielektrische Antwort lässt jedoch keinen direkten Rückschluss auf Materialeigenschaften zu. Daher müssen parametrische Modelle wie das Drude-Modell oder die Sellmeier-Gleichung gewählt werden. Die numerische Anpassung an die experimentellen Daten liefert die Schichtparameter wie Dicke und Brechungsindex. In der Realität können dünne Schichten oft nicht als ein vollständig homogenes Material betrachtet werden. Daher müssen sogenannte Effektiv-Medium-Näherungen (engl. effective medium approximations, EMA) angewendet werden, die die optischen Schichteigenschaften als eine Mischung aus den Volumenanteilen ihrer Bestandteile behandeln. Bei porösen Schichten liegen in diesem Sinne das feste Gerüstmaterial und freies Porenvolumen nebeneinander vor.
Unter Anwendung von Effektivmedium-Annäherungen können absolute Werte für die offene Filmporosität und den tatsächlichen Brechungsindex des festen Gerüstmaterials erhalten werden. Die ellipsometrische Porosimetrie eignet sich besonders für die Charakterisierung von Sol-Gel-Schichten, die aufgrund ihrer nanogranularen Mikrostruktur oft eine erhebliche Porosität aufweisen.
Liegt die poröse Schicht zwischen zwei nicht-porösen Barriere-Schichten, so ist auch eine Beobachtung von laterale Diffusionsvorgänge in der Schicht mit EP möglich.

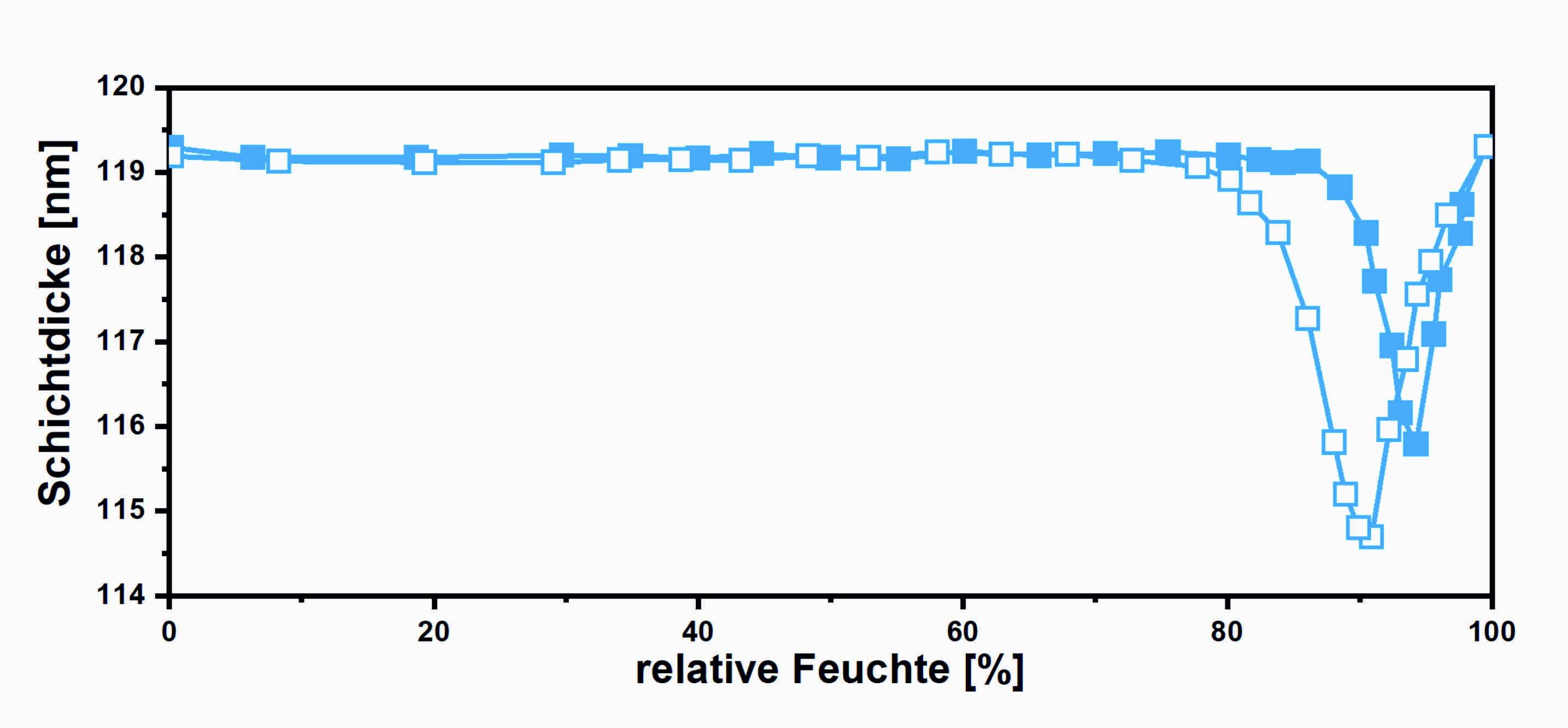
Dicke einer porösen Schicht während Messung mit Ellipsometrischer Porosimetrie.

Die Adsorptions- und Desorptionsisothermen stimmen in der Regel nicht überein, sie zeigen eine Hysterese. Dieses Phänomen ist aus Gassorptionsmessungen an porösen Materialien bekannt und steht im Zusammenhang mit der Kapillarkondensation. Analog zur Analyse von Pulvern und Festkörpern können für die Schichten Porenradienverteilungen errechnet werden. Werte für die spezifische Oberfläche nach BET in der Einheit m2/g sind jedoch nicht zugänglich. Während der Messung an dünnen, porösen Schichten ist manchmal auch eine reversible Veränderung der Filmdicke zu beobachten. Dieses Phänomen steht im Zusammenhang mit den bei der Adsorption und Desorption wirkenden Kapillarkräfte des Flüssigkeitsmeniskus in den Poren, auf welche die Schicht reversibel reagiert.